# Municipio de Mount Vernon (Arkansas)
El municipio de Mount Vernon (en inglés: Mount Vernon Township) es un municipio ubicado en el condado de Faulkner en el estado estadounidense de Arkansas. En el año 2010 tenía una población de 503 habitantes y una densidad poblacional de 10,86 personas por km².

## Geografía
El municipio de Mount Vernon se encuentra ubicado en las coordenadas 35°14′21″N 92°8′42″O / 35.23917, -92.14500. Según la Oficina del Censo de los Estados Unidos, el municipio tiene una superficie total de 46.32 km², de la cual 46,32 km² corresponden a tierra firme y (0 %) 0 km² es agua.

## Demografía
Según el censo de 2010, había 503 personas residiendo en el municipio de Mount Vernon. La densidad de población era de 10,86 hab./km². De los 503 habitantes, el municipio de Mount Vernon estaba compuesto por el 97,42 % blancos, el 0,4 % eran afroamericanos, el 0,4 % eran amerindios, el 0,4 % eran asiáticos y el 1,39 % eran de una mezcla de razas. Del total de la población el 0,2 % eran hispanos o latinos de cualquier raza.